# Liste de films tournés dans le département de l'Isère
Un certain nombre d'œuvres cinématographiques et télévisuelles ont été tournés dans le département de l'Isère.
Voici une liste à compléter de films, téléfilms, feuilletons télévisés, films documentaires… tournés dans le département de l'Isère, classés par commune et lieu de tournage et date de diffusion.
- Haut – A
- B
- C
- D
- E
- F
- G
- H
- I
- J
- K
- L
- M
- N
- O
- P
- Q
- R
- S
- T
- U
- V
- W
- X
- Y
- Z

## A déterminer
- 1969 : La Sirène du Mississipi de François Truffaut

## A
- Haut – A
- B
- C
- D
- E
- F
- G
- H
- I
- J
- K
- L
- M
- N
- O
- P
- Q
- R
- S
- T
- U
- V
- W
- X
- Y
- Z

- Allemont
  - 2002 : La Vie promise d'Olivier Dahan

- Allevard
  - 1996 : Fallait pas ! de Gérard Jugnot

- L'Alpe d'Huez
  - 1999 : En vacances d'Yves Hanchar
  - 2003 : Snowboarder d'Olias Barco

- Alpe du Grand Serre
  - 2002 : La Vie promise d'Olivier Dahan

- Apprieu
  - 2000 : Les Rivières pourpres de Mathieu Kassovitz
  - 2005 : La Petite Chartreuse de Jean-Pierre Denis

- Autrans
  - 1968 : Treize jours en France, documentaire de Claude Lelouch[1],[2]
  - 1982 : La Truite de Joseph Losey[3]
  - 1989 : Les Baisers de secours de Philippe Garrel
  - 2001 : Une hirondelle a fait le printemps de Christian Carion
  - 2002 : Le Papillon de Philippe Muyl
  - 2008 : Par suite d'un arrêt de travail... de Frédéric Andrei

## B
- Haut – A
- B
- C
- D
- E
- F
- G
- H
- I
- J
- K
- L
- M
- N
- O
- P
- Q
- R
- S
- T
- U
- V
- W
- X
- Y
- Z

- Barraux
  - 1973 : Le Silencieux de Claude Pinoteau[4]
  - 1996 : Fallait pas ! de Gérard Jugnot[5]

- Bernin
  - 1981 :  La Femme d'à côté de François Truffaut

- Biviers
  - 1967 : Le Vieil Homme et l'Enfant de Claude Berri[6]
  - 1967 : La mariée était en noir de François Truffaut

- Bourgoin-Jallieu
  - 1996 : Les Grands Ducs de Patrice Leconte

## C
- Haut – A
- B
- C
- D
- E
- F
- G
- H
- I
- J
- K
- L
- M
- N
- O
- P
- Q
- R
- S
- T
- U
- V
- W
- X
- Y
- Z

- Châbons
  - 2008 : Le crime est notre affaire de Pascal Thomas[7]

- Chamrousse
  - 1968 : Treize jours en France, documentaire de Claude Lelouch[1],[8]
  - 2001 : L'Emploi du temps de Laurent Cantet
  - 2005 : La Petite Chartreuse de Jean-Pierre Denis

- Châtelus
  - 2002 : Le Papillon de Philippe Muyl

- Chavanoz
  - 2002 : Lundi matin de Otar Iosseliani

- Corenc
  - 1981 : La Femme d'à côté de François Truffaut
  - 2002 : La Vie promise d'Olivier Dahan
  - 2003 : Petites coupures de Pascal Bonitzer
  - 2008 : Affaire de famille de Claus Drexel

- Corps
  - 2003 : Mariées mais pas trop de Catherine Corsini
  - 2003 : Petites coupures de Pascal Bonitzer

- Corrençon-en-Vercors
  - 2002 : Le Papillon de Philippe Muyl

- Coublevie
  - 2010 : Des filles en noir de Jean-Paul Civeyrac

- Crémieu
  - 2005 : L'Œil de l'autre de John Lvoff

- Crolles
  - 1973 : Le Silencieux de Claude Pinoteau[4]
  - 2001 : L'Emploi du temps de Laurent Cantet

## E
- Haut – A
- B
- C
- D
- E
- F
- G
- H
- I
- J
- K
- L
- M
- N
- O
- P
- Q
- R
- S
- T
- U
- V
- W
- X
- Y
- Z

- Échirolles
  - 2005 : La Petite Chartreuse de Jean-Pierre Denis
  - 2020 : Rouge de Farid Bentoumi

- Engins
  - 2002 : Le Papillon de Philippe Muyl

- Eybens
  - 2010 : Des filles en noir de Jean-Paul Civeyrac

## F
- Haut – A
- B
- C
- D
- E
- F
- G
- H
- I
- J
- K
- L
- M
- N
- O
- P
- Q
- R
- S
- T
- U
- V
- W
- X
- Y
- Z

- Faverges-de-la-Tour
  - 2001 : Mademoiselle de Philippe Lioret

- Fontaine
  - 1972 : César et Rosalie de Claude Sautet

- Font d'Urle
  - 2001 : Une hirondelle a fait le printemps de Christian Carion

## G
- Haut – A
- B
- C
- D
- E
- F
- G
- H
- I
- J
- K
- L
- M
- N
- O
- P
- Q
- R
- S
- T
- U
- V
- W
- X
- Y
- Z

- Gavet
  - 2002 : La Vie promise d'Olivier Dahan

- Gières
  - 2020 : Rouge de Farid Bentoumi

- Grenoble
  - 1961 : Léon Morin, prêtre de Jean-Pierre Melville
  - 1967 : Le Vieil Homme et l'Enfant de Claude Berri[6]
  - 1968 : Treize jours en France, documentaire de Claude Lelouch[1],[9]
  - 1972 : César et Rosalie de Claude Sautet
  - 1973 : Le Silencieux de Claude Pinoteau[4]
  - 1978 : L'Amour violé de Yannick Bellon
  - 1981 : La Femme d'à côté de François Truffaut
  - 1981 : Clara et les chics types de Jacques Monnet
  - 1981 : Les Filles de Grenoble de Joël Le Moign'
  - 1981 : Neige de Jean-Henri Roger et Juliet Berto
  - 1993 : Le Pays des sourds de Nicolas Philibert
  - 1993 : Louis, enfant roi de Roger Planchon
  - 1996 : Fallait pas ! de Gérard Jugnot
  - 1999 : Mauvaises Fréquentations de Jean-Pierre Ameris
  - 2000 : Micheline de Luc Leclerc du Sablon
  - 2000 : Un crime au Paradis de Jean Becker
  - 2000 : Les Rivières pourpres de Mathieu Kassovitz
  - 2001 : Une hirondelle a fait le printemps de Christian Carion
  - 2001 : L'Emploi du temps de Laurent Cantet
  - 2002 : Un couple épatant de Lucas Belvaux
  - 2002 : Cavale de Lucas Belvaux
  - 2002 : Après la vie de Lucas Belvaux
  - 2003 : Snowboarder d'Olias Barco
  - 2003 : Petites coupures de Pascal Bonitzer
  - 2004 : Ne fais pas ça de Luc Bondy
  - 2004 : Rois et reine d'Arnaud Desplechin (hôpital Albert-Michallon, gare de Grenoble, Aéroport de Grenoble-Alpes-Isère, rue Hébert)
  - 2005 : L'Œil de l'autre de John Lvoff
  - 2005 : La Petite Chartreuse de Jean-Pierre Denis
  - 2008 : Par suite d'un arrêt de travail... de Frédéric Andrei
  - 2008 : Affaire de famille de Claus Drexel
  - 2009 : Sur ta joue ennemie de Jean-Xavier de Lestrade
  - 2010 : Des filles en noir de Jean-Paul Civeyrac
  - 2018 : Le Grand Bain de Gilles Lellouche
  - 2020 : Rouge de Farid Bentoumi
  -  2022 :

La Nuit du 12 (6 Césars eb 2023) de Dominik Moll

## H
- Haut – A
- B
- C
- D
- E
- F
- G
- H
- I
- J
- K
- L
- M
- N
- O
- P
- Q
- R
- S
- T
- U
- V
- W
- X
- Y
- Z

- Herbeys
  - 1993 : Louis, enfant roi de Roger Planchon

- Hières-sur-Amby
  - 1993 : L'Écrivain public de Jean-François Amiguet[10]

## I
- Haut – A
- B
- C
- D
- E
- F
- G
- H
- I
- J
- K
- L
- M
- N
- O
- P
- Q
- R
- S
- T
- U
- V
- W
- X
- Y
- Z

- L'Isle-d'Abeau
  - 2001 : Mademoiselle de Philippe Lioret

## J
- Haut – A
- B
- C
- D
- E
- F
- G
- H
- I
- J
- K
- L
- M
- N
- O
- P
- Q
- R
- S
- T
- U
- V
- W
- X
- Y
- Z

- Jarrie
  - 2002 : La Vie promise d'Olivier Dahan
  - 2020 : Rouge de Farid Bentoumi

## L
- Haut – A
- B
- C
- D
- E
- F
- G
- H
- I
- J
- K
- L
- M
- N
- O
- P
- Q
- R
- S
- T
- U
- V
- W
- X
- Y
- Z

- La Chapelle-de-la-Tour
  - 2004 : Cause toujours ! de Jeanne Labrune

- La Côte-Saint-André
  - 1982 : La Truite de Joseph Losey

- La Mure
  - 1971 : Juste avant la nuit de Claude Chabrol

- La Salette-Fallavaux

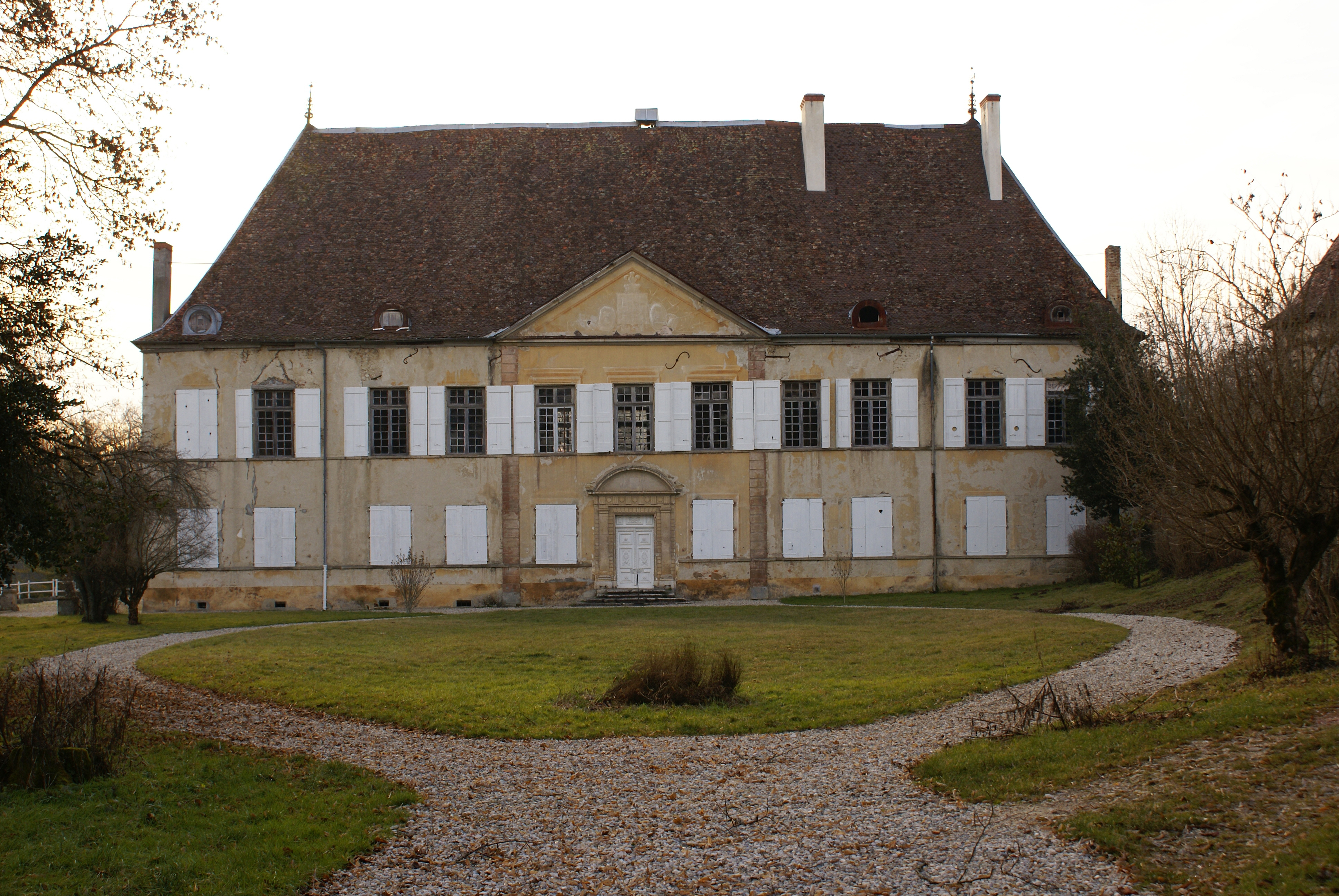
Le château du Passage ou fut tourné La Religieuse

  - 2003 : Petites coupures de Pascal Bonitzer

- La Tour-du-Pin
  - 2004 : Cause toujours ! de Jeanne Labrune

- La Tronche
  - 2001 : Une hirondelle a fait le printemps de Christian Carion
  - 2020 : Rouge de Farid Bentoumi

- Lans-en-Vercors
  - 2001 : Une hirondelle a fait le printemps de Christian Carion
  - 2002 : Le Papillon de Philippe Muyl
  - 2007 : Les Petites Vacances d'Olivier Peyon

- Lavaldens
  - 2002 : La Vie promise d'Olivier Dahan

- Lavars
  - 2000 : Les Rivières pourpres de Mathieu Kassovitz[11]

- Le Bourg-d'Oisans
  - 2000 : Les Rivières pourpres de Mathieu Kassovitz

- Le Passage
  - 2012 : La Religieuse de Guillaume Nicloux (au château du Passage)

- Le Pont-de-Beauvoisin
  - 1995 : Le Hussard sur le toit de Jean-Paul Rappeneau

- Le Sappey-en-Chartreuse
  - 1924 : Le Miracle des loups de Raymond Bernard[12]
  - 1960 : Tirez sur le pianiste de François Truffaut
  - 1969 : La Sirène du Mississipi de François Truffaut
  - 2002 : La Vie promise d'Olivier Dahan
  - 2005 : La Petite Chartreuse de Jean-Pierre Denis

- Le Touvet
  - 1996 : Fallait pas ! de Gérard Jugnot
  - 2002 : La Vie promise d'Olivier Dahan

- Les Avenières
  - 2001 : Oui, mais... de Yves Lavandier[13]

- Les Deux Alpes
  - 2000 : Une affaire de goût de Bernard Rapp
  - 2003 : Snowboarder d'Olias Barco

- Livet-et-Gavet
  - 2000 : Les rivières pourpres de Mathieu Kassovitz

- Lumbin
  - 1932 : Enlevez-moi de Léonce Perret

## M
- Haut – A
- B
- C
- D
- E
- F
- G
- H
- I
- J
- K
- L
- M
- N
- O
- P
- Q
- R
- S
- T
- U
- V
- W
- X
- Y
- Z

- Massif de la Meije
  - 1932 : Enlevez-moi de Léonce Perret

- Meylan
  - 1973 : Le Silencieux de Claude Pinoteau[4]
  - 2001 : Une hirondelle a fait le printemps de Christian Carion

- Moirans
  - 2001 : L'Emploi du temps de Laurent Cantet
  - 2005 : La Petite Chartreuse de Jean-Pierre Denis

- Monestier-d'Ambel
  - 2003 : Petites coupures de Pascal Bonitzer

- Montbonnot-Saint-Martin
  - 1995 : Le Hussard sur le toit de Jean-Paul Rappeneau

- Montcarra
  - 2001 : Mademoiselle de Philippe Lioret

- Morestel
  - 2005 : L'Œil de l'autre de John Lvoff

- Morette
  - 1982 : L'Honneur d'un capitaine de Pierre Schœndœrffer

## N
- Haut – A
- B
- C
- D
- E
- F
- G
- H
- I
- J
- K
- L
- M
- N
- O
- P
- Q
- R
- S
- T
- U
- V
- W
- X
- Y
- Z

- Noyarey
  - 2010 : Des filles en noir de Jean-Paul Civeyrac

## P
- Haut – A
- B
- C
- D
- E
- F
- G
- H
- I
- J
- K
- L
- M
- N
- O
- P
- Q
- R
- S
- T
- U
- V
- W
- X
- Y
- Z

- Péage-de-Roussillon
  - 1992 : Au pays des Juliets de Mehdi Charef

- Pontcharra
  - 2002 : La Vie promise d'Olivier Dahan

- Pont-de-Beauvoisin
  - 2005 : La vie est à nous ! de Gérard Krawczyk

## Q
- Haut – A
- B
- C
- D
- E
- F
- G
- H
- I
- J
- K
- L
- M
- N
- O
- P
- Q
- R
- S
- T
- U
- V
- W
- X
- Y
- Z

- Quincieu
  - 2005 : Peindre ou faire l'amour de Arnaud Larrieu

## R
- Haut – A
- B
- C
- D
- E
- F
- G
- H
- I
- J
- K
- L
- M
- N
- O
- P
- Q
- R
- S
- T
- U
- V
- W
- X
- Y
- Z

- Rencurel
  - 2001 : Une hirondelle a fait le printemps de Christian Carion
  - 2002 : Le Papillon de Philippe Muyl

- Revel
  - 2005 : La Petite Chartreuse de Jean-Pierre Denis
  - 2020 : Rouge de Farid Bentoumi

- Rives-sur-Fure
  - 2005 : La petite chartreuse de Jean-Pierre Denis

- Roissard
  - 2000 : Les rivières pourpres de Mathieu Kassovitz[11]

- Roussillon
  - 2002 : La Maîtresse en maillot de bain de Lyèce Boukhitine

## S
- Haut – A
- B
- C
- D
- E
- F
- G
- H
- I
- J
- K
- L
- M
- N
- O
- P
- Q
- R
- S
- T
- U
- V
- W
- X
- Y
- Z

- Saint-Égrève
  - 2020 : Rouge de Farid Bentoumi

- Saint-Martin-de-Vaulserre
  - 1995 : Le Hussard sur le toit de Jean-Paul Rappeneau

- Saint-Antoine-l'Abbaye
  - 1996 : Le Montreur de boxe de Dominique Ladoge

- Saint-Baudille-de-la-Tour
  - 2002 : Lundi matin de Otar Iosseliani

- Saint-Hilaire-du-Touvet
  - 2005 : La Petite Chartreuse de Jean-Pierre Denis

- Saint-Marcellin
  - 1987 : De guerre lasse de Robert Enrico
  - 2014 : La tristesse d’une femme de Mathieu Torabi

- Saint-Martin-en-Vercors
  - 2001 : Une hirondelle a fait le printemps de Christian Carion

- Saint-Nizier-du-Moucherotte
  - 1961 : La Bride sur le cou de Jean Aurel
  - 1968 : Treize jours en France, documentaire de Claude Lelouch[1],[14]
  - 1981 : Clara et les Chics Types de Jacques Monnet

- Saint-Pierre-de-Bressieux
  - 1981 : La Femme d'à côté de François Truffaut (à Port Revel)

- Saint-Pierre-de-Chartreuse
  - 2005 : Le Grand Silence (Die große Stille) (dans le monastère de la Grande Chartreuse)

- Saint-Quentin Fallavier
  - 2005 : Kaamelott série télévisée d'Alexandre Astier

- Saint-Romans
  - 2001 : Une hirondelle a fait le printemps de Christian Carion

- Saint-Vincent-de-Mercuze
  - 1967 : Le Vieil Homme et l'Enfant de Claude Berri[6]

- Sassenage
  - 1993 : Louis, enfant roi de Roger Planchon
  - 2008 : Le crime est notre affaire de Pascal Thomas[15]

- Seyssinet-Pariset
  - 2001 : L'Emploi du temps de Laurent Cantet

## T
- Treffort
  - 1979 : Buffet Froid de Bertrand Blier (http://www.l2tc.com/cherche.php?titre=Buffet+froid&exact=oui&annee=1979) (Pont de Brion et lac de Monteynard)

- Région du Trièves
  - 2000 : Les rivières pourpres de Mathieu Kassovitz
  - 1979 : Buffet froid de Bertrand Blier
  - 2018 : La Prière

## U
- Haut – A
- B
- C
- D
- E
- F
- G
- H
- I
- J
- K
- L
- M
- N
- O
- P
- Q
- R
- S
- T
- U
- V
- W
- X
- Y
- Z

- Uriage
  - 2003 : Petites coupures de Pascal Bonitzer
  - 2003 : Mariées mais pas trop de Catherine Corsini

## V
- Haut – A
- B
- C
- D
- E
- F
- G
- H
- I
- J
- K
- L
- M
- N
- O
- P
- Q
- R
- S
- T
- U
- V
- W
- X
- Y
- Z

- Région du Vercors
  - 2001 : Une hirondelle a fait le printemps de Christian Carion
  - 2002 : Le Papillon de Philippe Muyl
  - 2005 : Peindre ou faire l'amour de Arnaud Larrieu

- Vienne
  - 1982 : La Truite de Joseph Losey[3]
  - 1994 : Regarde les hommes tomber de Jacques Audiard
  - 1996 : Les Grands ducs de Patrice Leconte
  - 2004 : Tout pour l'oseille de Bertrand Van Effenterre
  - 2010 : Dernier étage, gauche, gauche d'Angelo Cianci

- Villard-de-Lans
  - 1939 : La Piste du nord de Jacques Feyder
  - 1961 : La Bride sur le cou de Jean Aurel
  - 1968 : Treize jours en France, documentaire de Claude Lelouch[1],[16]
  - 1973 : Le Silencieux de Claude Pinoteau[4]
  - 2002 : La Vie promise d'Olivier Dahan
  - 2002 : Le Papillon de Philippe Muyl
  - 2008 : Affaire de famille de Claus Drexel

- Vinay
  - 2000 : Les rivières pourpres de Mathieu Kassovitz
  - 2005 : Peindre ou faire l'amour de Arnaud Larrieu

- Virieu-sur-Bourbre
  - 2000 : Les rivières pourpres de Mathieu Kassovitz

- Vizille
  - 1947 : L'Aigle à deux têtes de Jean Cocteau
  - 2020 : Rouge de Farid Bentoumi

- Voiron
  - 2001 : L'Emploi du temps de Laurent Cantet
  - 2010 : Des filles en noir de Jean-Paul Civeyrac

- Voreppe
  - 2001 : L'Emploi du temps de Laurent Cantet